# Race to Nowhere
Race to Nowhere è un film documentario del 2010 diretto da Vicki Abeles e Jessica Congdon.

## Trama
Tragiche storie di giovani americani spinti sull'orlo di un baratro a causa di una eccessiva e quotidiana programmazione che ne soffoca la propria libertà: educatori ossessionati e preoccupati per il mancato sviluppo delle competenze di cui hanno bisogno; genitori che esercitano una implacabile pressione con la pretesa di riuscire a inculcare nei propri figli modelli positivi in ambito sociale, scolastico e sportivo ai quali aspirare per diventare qualcuno. Attraverso la testimonianza di educatori, genitori ed esperti dell'educazione, viene esposto un sistema educativo fallimentare che mostra il lato tragico di una cultura occidentale spesso proiettata e ossessionata più dal risultato che dal resto.